# Ставківська сільська рада (Подільський район)
Ставківська сільська́ ра́да (до 2016 року — Чапаєвська) — колишня адміністративно-територіальна одиниця та орган місцевого самоврядування в Подільському районі Одеської області. Адміністративний центр — село Ставки.

## Загальні відомості
Чапаєвська сільська рада утворена в 1921 році.
- Територія ради: 51,66 км²
- Населення ради: 929 осіб (станом на 2001 рік)

## Населені пункти
Сільській раді підпорядковані населені пункти:
- с. Вишневе
- с. Грекове Друге
- с. Грекове Перше
- с. Єфросинівка
- с. Кирилівка
- с. Новий Мир
- с. Ставки

## Населення
Згідно з переписом УРСР 1989 року чисельність наявного населення села становила 989 осіб, з яких 421 чоловік та 568 жінок.
За переписом населення України 2001 року в селі мешкало 916 осіб.

### Мова
Розподіл населення за рідною мовою за даними перепису 2001 року:
| Мова       | Відсоток |
| ---------- | -------- |
| українська | 74,06 %  |
| молдовська | 17,55 %  |
| російська  | 7,97 %   |
| болгарська | 0,22 %   |
| польська   | 0,11 %   |

## Склад ради
Рада складається з 16 депутатів та голови.
- Голова ради:
- Секретар ради: Шпіліва Людмила Дмитрівна

### Керівний склад попередніх скликань
| Прізвище, ім'я, по батькові | Основні відомості                                            | Дата обрання | Дата звільнення |
| --------------------------- | ------------------------------------------------------------ | ------------ | --------------- |
| Гурьєвський Іван Іванович   | Сільський голова, 1962 року народження, член Партії регіонів | 26.03.2006   | 01.04.2007      |
| Скуртул Олена Дмитрівна     | Сільський голова, 1958 року народження, член Партії регіонів | 05.08.2007   | 31.10.2010      |

Примітка: таблиця складена за даними сайту Верховної Ради України

### Депутати
За результатами місцевих виборів 2010 року депутатами ради стали:

#### За суб'єктами висування
| Суб'єкт висування | Кількість обраних депутатів | %   |
| ----------------- | --------------------------- | --- |
| Партія регіонів   | 16                          | 100 |

#### За округами
| № округу        | Прізвище, ім'я, по батькові         | Дата визнання обраним | Освіта  | Партійна приналежність | Відомості про обраного депутата                         |
| --------------- | ----------------------------------- | --------------------- | ------- | ---------------------- | ------------------------------------------------------- |
| Партія регіонів |                                     |                       |         |                        |                                                         |
| 1               | Плугарьова Інна Миколаївна          | 03.11.2010            | вища    | член Партії регіонів   | тимчасово не працює                                     |
| 2               | Косюга Валентина Миколаївна         | 03.11.2010            | вища    | позапартійна           | фельдшерсько-акушерський пункт с. Чапаєвка, завідувачка |
| 3               | Романова Тетяна Миколаївна          | 03.11.2010            | вища    | член Партії регіонів   | Чапаєвська сільська рада, головний бухгалтер            |
| 4               | Шляхта Сергій Іванович              | 03.11.2010            | середня | позапартійний          | тимчасово не працює                                     |
| 5               | Скуртул Олександр Дмитрович         | 03.11.2010            | вища    | позапартійний          | ТОВ « Эдем», головний інженер                           |
| 6               | Шляхта Валентина Микитівна          | 03.11.2010            | вища    | член Партії регіонів   | Чапаєвська сільська рада, землевпорядник                |
| 7               | Шпіліва Людмила Дмитрівна           | 03.11.2010            | вища    | позапартійна           | Чапаєвська сільська рада, секретар                      |
| 8               | Яшна Наталія Іванівна               | 03.11.2010            | вища    | член Партії регіонів   | ТОВ « Эдем», головний бухгалтер                         |
| 9               | Яшний Олександр Володимирович       | 03.11.2010            | середня | позапартійний          | центр електрозв'язку № 5, монтер                        |
| 10              | Малина Марія Василівна              | 03.11.2010            | середня | член Партії регіонів   | ТОВ « Эдем», обліковець                                 |
| 11              | Баранецький Віктор Іванович         | 03.11.2010            | вища    | позапартійний          | Вишнівська загальноосвітня школа І-ІІ ст., вчитель      |
| 12              | Корчинський Олександр Володимирович | 03.11.2010            | середня | позапартійний          | ТОВ « Эдем», енергетик                                  |
| 13              | Тетервак Марія Василівна            | 03.11.2010            | середня | позапартійна           | тимчасово не працює                                     |
| 14              | Батир Михайло Іванович              | 03.11.2010            | середня | позапартійний          | тимчасово не працює                                     |
| 15              | Рудофілов Анатолій Іванович         | 03.11.2010            | середня | позапартійний          | пенсіонер                                               |
| 16              | Шишкін Микола Миколайович           | 03.11.2010            | середня | позапартійний          | тимчасово не працює                                     |